# Hôpital local
Pour des articles plus généraux, voir Hôpital et Hôpital en France.

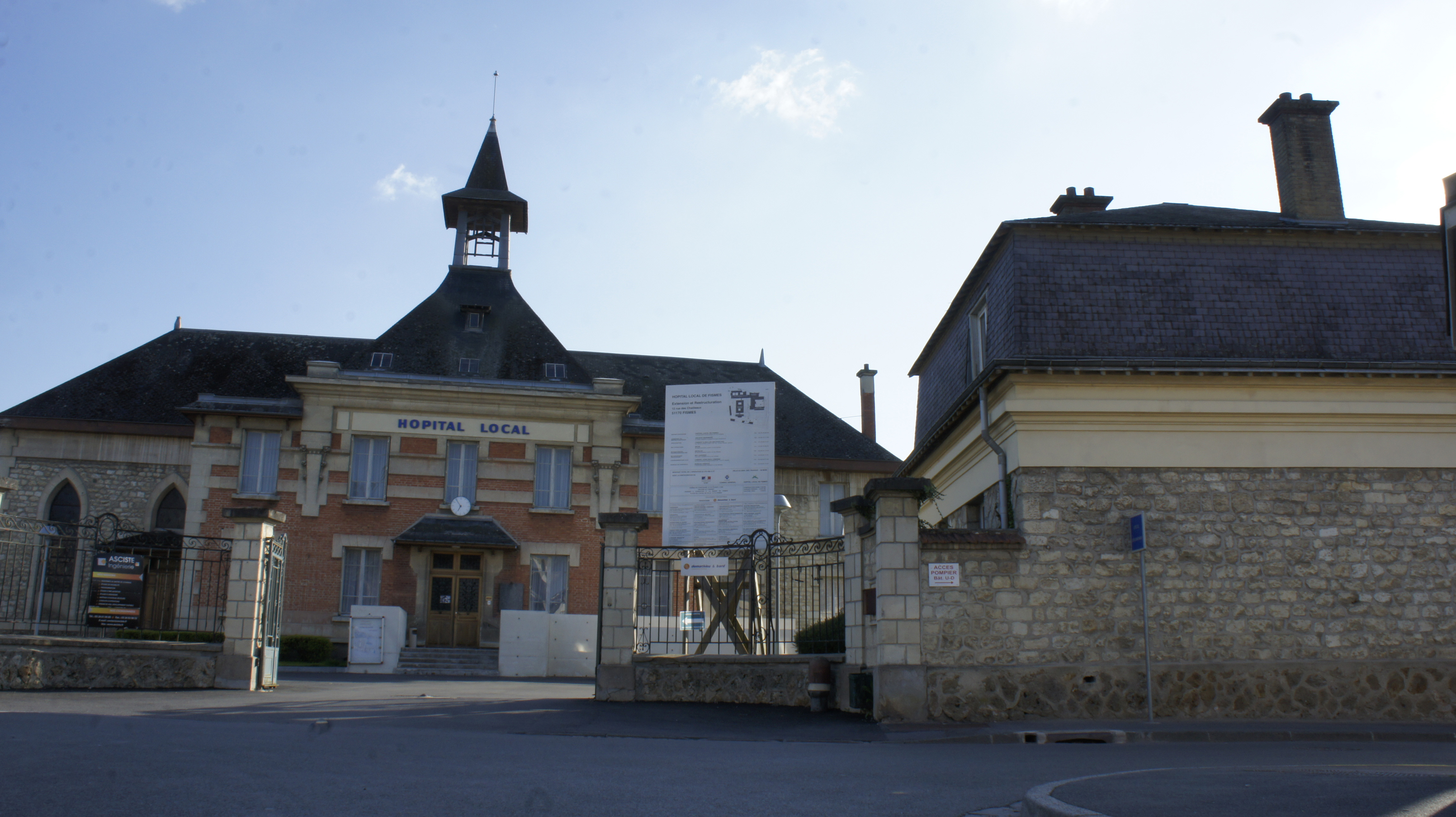
L'hôpital local de Fismes

Les hôpitaux locaux sont une catégorie d'hôpitaux créée dans le droit français par la loi du 31 décembre 1970 portant réforme hospitalière et supprimée par la loi du 21 juillet 2009 portant réforme de l'hôpital et relative aux patients, à la santé et aux territoires. Depuis 2012 les hôpitaux locaux, qui avaient eux-mêmes succédé aux hôpitaux ruraux, sont dénommés hôpitaux de proximité.

## Missions

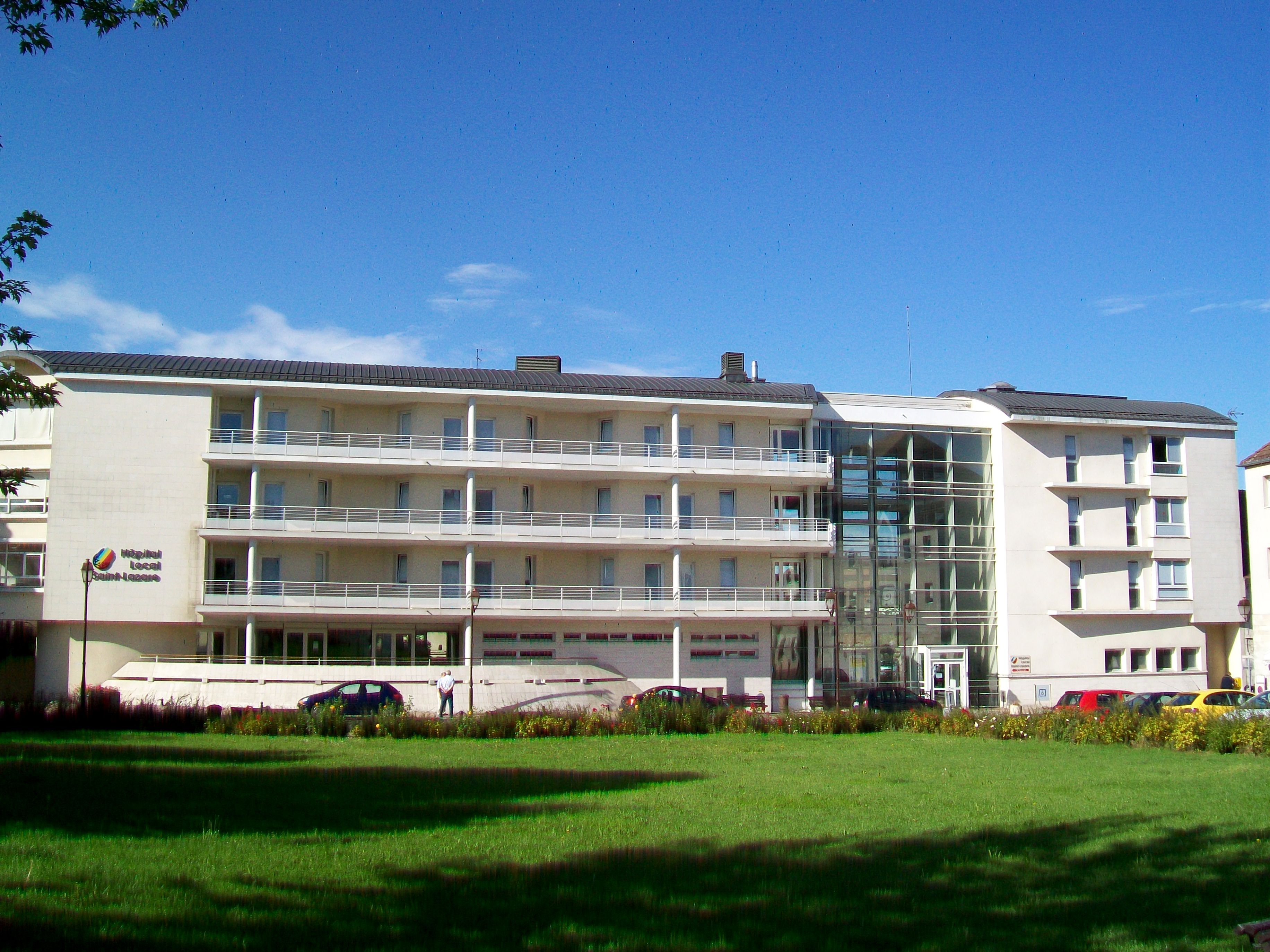
L'hôpital local de Crépy-en-Valois

À la croisée des établissements de santé et des établissements médico-sociaux, les hôpitaux locaux se distinguent des autres établissements par une médicalisation assez faible. Leur but est de dispenser des soins de courte durée en médecine, des soins de suite et de réadaptation mais aussi des soins de longue durée avec hébergement dédiés à des personnes en situation de dépendance. À ce titre les hôpitaux locaux peuvent comporter une unité de soins de longue durée ou encore un établissement d'hébergement pour personnes âgées dépendantes.
Pour exercer une activité en médecine, la loi obligeait les hôpitaux locaux à passer avec un centre hospitalier des conventions qui avaient pour but de définir les conditions d'intervention des praticiens hospitaliers dans l'hôpital local et les conditions d'accès des patients de l'hôpital local au plateau technique du centre hospitalier.
Le législateur a également prévu la participation des hôpitaux locaux sur leur territoire aux actions de médecine préventive et d'éducation à la santé, aux actions de santé publique et médico-sociales ainsi qu'aux actions de maintien à domicile (ce qui a conduit nombre de ces établissements à se doter de services de soins infirmiers à domicile),.

## Évolution

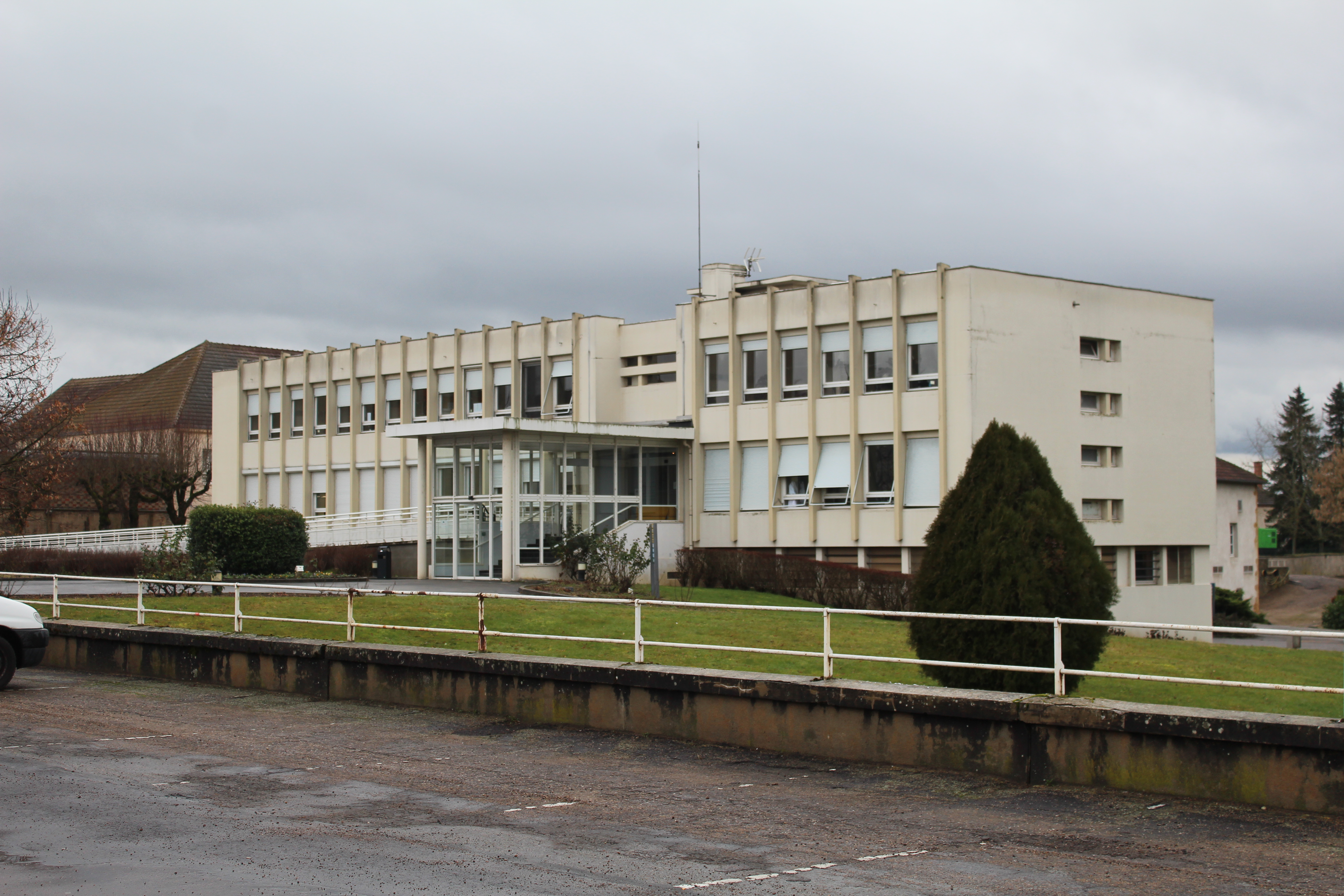
L'hôpital local de Marcigny

La fermeture progressive des lits de  médecine au profit de centres hospitaliers dotés d'un plateau technique et de moyens médicaux plus importants a conduit les hôpitaux locaux à prendre une place plus importante dans la filière gériatrique, à travers la création en leur sein d'EHPAD, d'USLD ou encore de dispositifs liés au plan Alzheimer (accueils de jour, unités d'hébergement renforcées, équipes spécialisées Alzheimer).
Les missions de l'hôpital local ont été précisées tant en général qu'au niveau de sa place dans la filière gériatrique . Le 21 juillet 2009 la loi portant réforme de l'hôpital et relative aux patients, à la santé et aux territoires a cependant supprimé la catégorie des hôpitaux locaux tout en maintenant leur fonctionnement et leur financement. Depuis cette date les hôpitaux locaux sont des centres hospitaliers auxquels s'appliquent donc des règles particulières tant en ce qui concerne le financement que les activités exercées. Un nouveau statut, celui de l'hôpital de proximité, est défini de façon progressive depuis 2012.
De nombreux hôpitaux locaux ont aussi vu disparaître l'intégralité de leurs activités médicales et sont donc devenus des établissements médico-sociaux, généralement des EHPAD : entre 2004 et 2011 44 établissements auraient ainsi changé d'activité, correspondant à une fermeture de 600 lits de médecine. En 2011, la France comptait environ 320 hôpitaux locaux, avec une répartition toutefois très inégale, certaines zones comme l'Aquitaine, la Picardie ou la Corse en étant presque dépourvues.
Les interrogations sur le rôle que doivent tenir les hôpitaux locaux ont suscité et continuent de susciter de nombreux débats. Leur faible médicalisation a pu amener des auteurs comme Didier Tabuteau à les désigner comme des « hôpitaux du médecin généraliste » tandis que leurs défenseurs soulignent leur rôle de maillon entre la médecine de ville et l'hospitalisation. Pour l'Association nationale des centres hospitaliers locaux (ANCHL) les hôpitaux locaux, certifiés par la Haute autorité de santé sur les mêmes critères que les autres centres hospitaliers, n'offrent pas une qualité de soins moindre. Dans son rapport sur l'application des lois de financement de la sécurité sociale de septembre 2013 la Cour des comptes affirme que l'existence des hôpitaux locaux présente des avantages indéniables pour le patient mais juge leur modèle « très vulnérable dans le contexte d’une démographie médicale déclinante et du creusement des inégalités de répartition territoriale des médecins ».

## Voir aussi

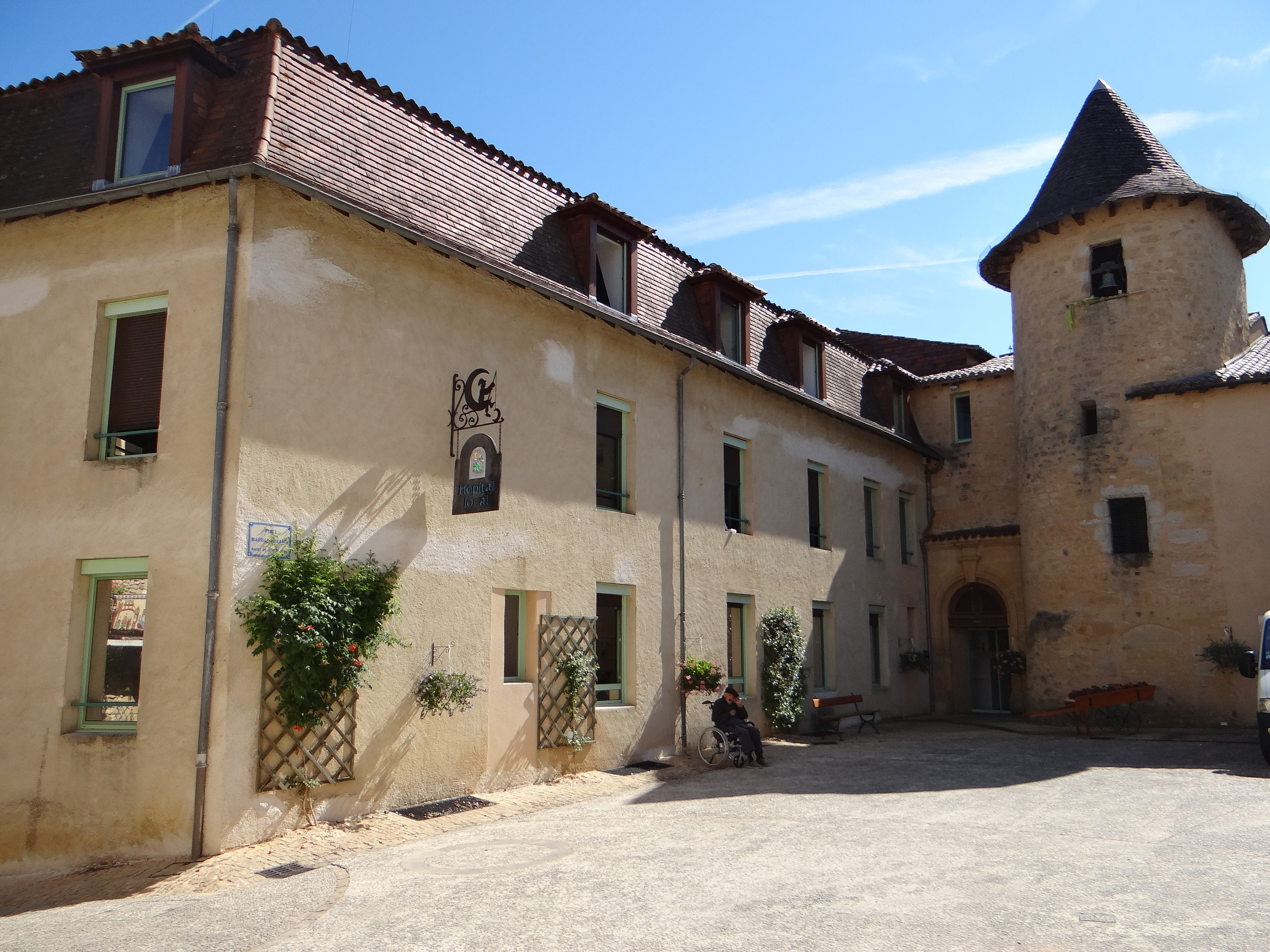
L'hôpital local de Belvès

### Textes réglementaires
- Décret no 92-1210 du 13 novembre 1992 relatif au fonctionnement médical des hôpitaux locaux et modifiant le code de la santé publique, JO no 267 du 17 novembre 1992
- Décret n°2002-786 du 3 mai 2002 relatif au fonctionnement des hôpitaux locaux et modifiant le code de la santé publique, JO no 105 du 5 mai 2002 p. 8648
- Décret no 2002-786 du 3 mai 2002 relatif au fonctionnement des hôpitaux locaux et modifiant le code de la santé publique (rectificatif), JO no 132 du 8 juin 2002 p. 10208
- Circulaire DHOS/02/DGS/SD5D/no 2002/157 du 18 mars 2002 relative à l'amélioration de la filière de soins gériatriques
- Circulaire DHOS/DGAS/O3/AVIE no 2003/257 du 28 mai 2003 relative aux missions de l'hôpital local
- Loi no 2009-879 du 21 juillet 2009 portant réforme de l'hôpital et relative aux patients, à la santé et aux territoires

### Études, rapports et mémoires

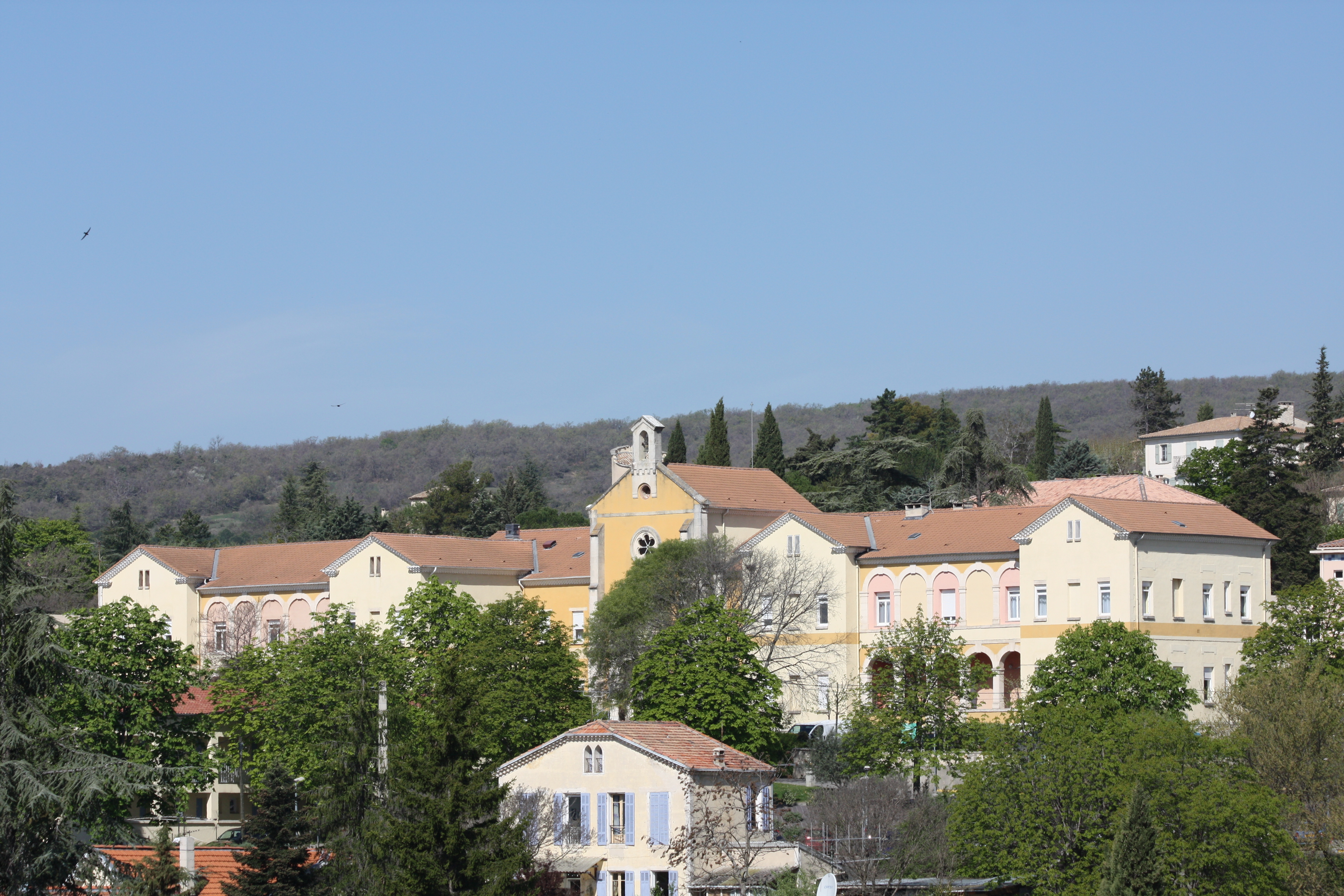
Hôpital local de Forcalquier

- [PDF] Karine Chauvel, L'image des établissements pour personnes âgées dépendantes : simple vitrine ? Étude de l'image de l'hôpital local de Malestroit, mémoire, École nationale de la santé publique, décembre 2001
- [PDF] L'évolution du rôle du médecin généraliste à l'hôpital local, Module interprofessionnel de santé publique, École nationale de la santé publique, 2003
- [PDF] Christel Mouras, La conception des dynamiques de développement en hôpital local, une approche de management stratégique à l'hôpital local de la Chataignerie, mémoire, École nationale de la santé publique, 2004
- [PDF] Le rôle des hôpitaux locaux au sein de l'offre de soins : les nouvelles possibilités de la circulaire du 28 mai 2003 correspondent-elles aux besoins?, Module interprofessionnel de santé publique, École nationale de la santé publique, 2004
- [PDF] Cour des comptes, Rapport sur l'application des lois de financement de la sécurité sociale, « Chapitre IX : l'avenir des hôpitaux locaux », septembre 2013
- [PDF] DGOS, La réforme des hôpitaux de proximité. Guide méthodologique, octobre 2016